# اومون-ان-الات
اومون-ان-الات (به فرانسوی: Aumont-en-Halatte) یک کمون در فرانسه است که در اوآز واقع شده‌است. اومون-ان-الات ۶٫۸۳ کیلومتر مربع مساحت دارد ۹۹ متر بالاتر از سطح دریا واقع شده‌است.